# دانييلي مسينا
دانييلي مسينا (بالإيطالية: Daniele Messina)‏ هو لاعب كرة قدم إيطالي في مركز الدفاع، ولد في 19 مارس 1992 في أدرانو في إيطاليا. لعب مع نادي سامبدوريا.